# 米夏埃尔·冯·金迈尔
米夏埃尔·冯·金迈尔（Michael von Kienmayer，1756年1月17日－1828年10月28日）是一位奥地利将军。金迈尔效忠哈布斯堡君主国，最初曾带兵与普鲁士王国和奥斯曼土耳其作战。在法国大革命战争期间，他作为一位骑兵指挥官声名鹊起，成为一名将军。在第二次反法同盟和拿破仑战争中，他分别指挥过师级部队和军级部队。1802年，他被任命为一个奥地利骑兵团的荣誉指挥官，并一直担任这一荣誉角色直到他去世。金迈尔在军旅生涯结束后分别担任加利西亚、特兰西瓦尼亚和摩拉维亚的总督。

## 早年生涯
金迈尔于1774年开始了他的军事生涯，当时他是奥地利帝国第26步兵团的一名学员。1775年，他晋升为第8龙骑兵团的少尉。后来他作为第35骠骑兵团的一员，参加了1778年的巴伐利亚王位继承战争。
在1788-1791年奥土战争期间，金迈尔于1788年4月袭击一个土耳其前哨的小规模战斗中表现出色。那年晚些时候，他在萨克森-科堡-萨尔费尔德的约西亚斯亲王指挥下参与了霍京要塞的围攻，并于11月晋升为少校。后来，他参加了1789年7月21日的福克沙尼之战，并被提升为中校，以表彰他指挥的一次成功突袭。在9月的雷姆尼克之战后，约西亚斯亲王派金迈尔将汇报胜利的信函交给神圣罗马帝国皇帝约瑟夫二世。完成任务后，金迈尔迅速返回前线，并于11月再次成功带领了一次骑兵突袭，俘虏了一名土耳其高级军官，凭借此次战功晋升为上校。军衔晋升后，金迈尔担任第19龙骑兵团的团长。1789年12月21日，他因勇敢面对敌人而被授予奥地利最高的军事荣誉玛丽亚·特蕾莎勋章中的骑士勋章。

## 法国大革命战争

### 第一次反法同盟
1792年4月，金迈尔被重新分配到第35骠骑兵团，并率领该团参加了第一次反法同盟中的法兰德斯战役。1794年5月13日，他在弗朗茨·考尼茨-里特贝格的领导下参加了鲁夫鲁瓦战役。奥地利人阻止了路易·沙博尼耶向桑布雷河以北推进的企图。在行动中，金迈尔率领他的骠骑兵冲锋，击溃了一支由6,000名法国人组成的部队。6月11日，金迈尔因战功卓著被晋升为少将。
1796年夏季战役在德国南部开始时，金迈尔率领奥地利下莱茵军团的一个旅，这个军团的指挥官是卡尔大公和威廉·冯·瓦滕斯莱本。7月8日，让-巴蒂斯特·儒尔当的军队在吉森突袭了金迈尔的4,500名奥军士兵。法军将他的部队赶出城外，但金迈尔的损失并不大。8月17日，金迈尔在苏尔茨巴赫-罗森堡地区作战。这一行动发生在安贝格战役前不久，卡尔大公重新掌管军队。在9月3日的维尔茨堡战役中，他率领弗里德里希·冯·霍茨麾下的一个步兵-骑兵混成旅。次日，他率领骑兵突袭，夺取了位于韦特海姆的一个大型补给站并俘虏了一个军火运输艇小队。

### 第二次反法同盟
在第二次反法同盟开始时，金迈尔于1799年3月20日至21日参加了奥斯特拉赫之战。四天后，他率领他的骑兵旅在弗里德里希·瑙恩多夫的指挥下参加了第一次史塔卡赫战役。5月24日，金迈尔的部队保卫了安德尔芬根，在那里他抵挡了米歇尔·内伊数量占绝对优势的法军部队数小时，但最终不敌并带着他的士兵逃离了该地。由于此次行动，金迈尔于1800年3月6日晋升中将。他还参加了4月的布尔冲突和5月9日的比伯拉赫战役。
夏季休战后，金迈尔被任命为约翰大公军团右翼部队的指挥官。金迈尔麾下16,000人的军队包括斐迪南大公和施瓦岑贝格王子的师。他的纵队位于奥军阵线北翼，并企图向让·莫罗的法军左翼突袭。约翰大公的部队此时正在向慕尼黑推进。
在1800年12月3日的霍恩林登战役中，金迈耶的军团位于奥军的右翼。他的部队穿插进法军的前哨，很快金迈尔就发现自己与保罗·格雷尼尔将军的三个法国师展开了搏斗。金迈尔的部队，尤其是施瓦岑贝格王子率领的部队，一直在积极推进。然而，奥军阵线中央由路德维希·贝莱特·德拉图尔指挥的部队只对金迈尔的侧翼冲锋给予了微弱的支持。与此同时，莫罗的部队包围了约翰·科洛拉特的奥军左中翼部队。科洛拉特的倒霉军团被击溃后，莫罗转向奥地利右翼纵队，该纵队仍在北面英勇作战。金迈尔最终下令撤退，他和他的将军们将他们的部队完好无损地撤离了战场，尽管斐迪南大公失去了500名俘虏。在霍恩林登之后的混乱撤退中，安托万·里切潘斯将军的法军士兵于12月17日在弗兰肯马克特重创了金迈尔指挥的后卫部队，造成2,650名奥地利士兵伤亡。
1802年，他成为第8骠骑兵团的荣誉指挥官，并在他有生之年一直担任该职位。

## 拿破仑战争

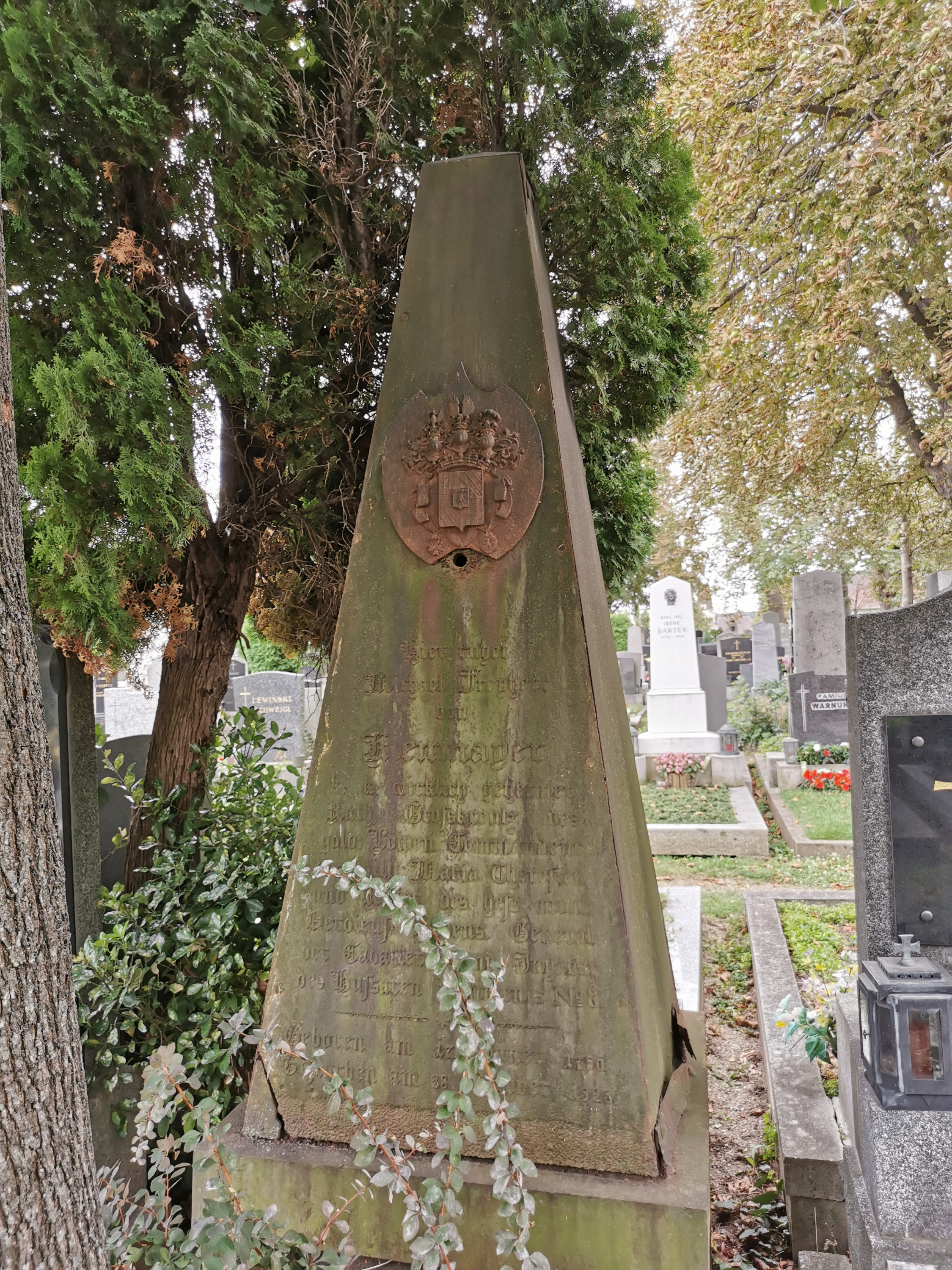
彭青新教区公墓内金迈尔的墓地

### 第三次反法同盟
1805年，金迈尔在第三次反法同盟中担任斐迪南大公和卡尔·马克的军团指挥官。由于他的部队部署在主力部队以东，他成功地摆脱了拿破仑的包围，并在乌尔姆战役中避免了和马克一样的命运。他很快加入了米哈伊尔·库图佐夫的俄罗斯军队并撤退到摩拉维亚。
在奥斯特利茨战役中，金迈尔率领弗里德里希·布克斯豪登的盟军左翼前卫。他麾下的6,780人组成了一支独特的奥地利部队，称为轻型师，由骑兵和轻步兵组成。该师还有12门轻型加农炮。
作战计划要求金迈耶清除泰尔尼茨村的法军，并占领哥德巴赫溪流以西的高地。首先，奥地利人在上午8时在一个葡萄园的小丘上遇到了300名法国散兵。顽强的抵抗迫使金迈尔在山丘被法军占领之前将第2步兵团的两个营派往参战。利用泰尔尼茨周围的葡萄园、沟渠和崎岖不平的土地，法军第3线列步兵团的1,000名士兵拖出了五个奥地利步兵营。最后，俄军第7猎兵纵队冲锋，将法国人从村子里清除了出去。这时法军增援部队抵达现场，法军第108线列步兵团重新夺回了村庄。然而，奥地利骠骑兵的几个中队于随后冲锋。在承受数百人的伤亡后，法国人放弃了泰尔尼茨并撤退到哥德巴赫河对岸。上午9点30分，布克斯豪登的奥俄联军终于能够在哥德巴赫河上部署。在战斗后期，在法军突破普拉岑高地迫使盟军无组织撤退后，金迈尔负责掩护布克斯豪登部队的撤退。

### 第五次反法同盟
1809年，金迈尔在第五次反法同盟战役中率领奥地利第二预备军团。这个9,000人的编队包括5个掷弹兵营和12个骑兵中队，每个中队分别包括胸甲骑兵和重型龙骑兵。他的部队在4月21日的兰茨胡特战役，属于约翰·冯·希勒部队的一部分。在撤退期间，他还带领他的军团参加了5月3日的埃伯斯贝格战役。
重新加入奥地利主力军后，卡尔大公将金迈尔的部队与第一预备军团合并，然后将金迈尔分配至其他部队。金迈尔在5月21日至22日的阿斯珀恩-埃斯灵战役中指挥了包括5,770名士兵和24门火炮的后备骑兵师并表现出色。当奥军主力军队在多瑙河作战时，轻量级的奥地利军队突袭了与法国结盟的萨克森王国，激怒了热罗姆·波拿巴将他的威斯特法伦王国军队带入战场。6月，卡尔大公任命金迈尔从突袭部队和增援部队中组建第11军团。法军试图截获金迈尔的部队，热罗姆从莱比锡推进，让-安多什·朱诺从美因河畔法兰克福移动。金迈尔智取了他们，在7月8日的盖夫雷斯战役中击败了朱诺。然后金迈尔转向杰罗姆，后者仓促撤离了萨克森。这一显着的成功被拿破仑在7月5日至6日的瓦格拉姆之战中的胜利所遮盖。
由于他的胜利，金迈尔于1809年8月3日被提升为骑兵上将。1810年4月，奥地利皇帝授予他玛丽亚·特蕾莎军事勋章的指挥官十字勋章，金迈尔的战绩进一步得到认可。1809年至1813年，他担任匈牙利司令官的副手。他没有在1813年和1814年的战役中担任前线指挥。相反，他指挥了加利西亚的部队。从1814年到1820年，他前往特兰西瓦尼亚掌管当地军团。金迈尔于1820年到1826年从军队退役后管理摩拉维亚，并于1828年10月28日在维也纳去世。

## 引文
1. 1 2 3 4 5 6 7  Smith-Kudrna, Kienmayer
2. ↑  Smith, pp 116-117
3. ↑  Smith, p 120
4. ↑  Smith, p 122
5. ↑  Arnold, Hohenlinden, p 276
6. ↑  Arnold, Hohenlinden, pp 213-214
7. ↑  Arnold, Hohenlinden, pp 233-234
8. ↑  Arnold, Hohenlinden, pp 248-249
9. ↑  Smith, p 191
10. 1 2  Duffy, p 182
11. ↑  Arnold, Austerlitz, pp 14-17
12. ↑  Bowden & Tarbox, pp 72-73.
13. 1 2  Bowden & Tarbox, p 92